# بوف کور (فیلم ۱۳۵۴)
بوف کور یا با نام کاملتر بوف کور+زندگی و مرگ صادق هدایت فیلمی است به کارگردانی کیومرث درم بخش و بازیگری پرویز فنی زاده که بر اساس رمان بوف کور اثر صادق هدایت در سال ۱۳۵۴ ساخته شد.

## خلاصه داستان
مرد جوان تنهایی (پرویز فنی زاده) در اتاقش روی جلد قلمدان نقاشی می‌کند. عمویش وارد اتاق او می‌شود. وقتی مرد جوان می‌خواهد برای عمویش شراب بیاورد از پنجره اتاق زنی (نوین قیاسی) را زیر سایه درخت می‌بیند که کنار پیرمردی ایستاده‌است. مرد جوان از آن پس هر غروب در دشت و بیابان سر در پی زن می‌گذارد، بی آن که او را بیابد، شبی زن به خانه مرد جوان می‌رود و روی تخت او دراز می‌کشد. همین که مرد به زن نزدیک می‌شود می‌بیند که او مرده است. مرد جسد زن را قطعه قطعه می‌کند و در چمدانی می‌گذارد و به کمک مردی که درشکه نعش‌کش دارد به خارج شهر می‌برد. مرد نعش‌کش وقتی مشغول حفر کردن زمین برای مدفون ساختن جسد است کوزه‌ای قدیمی می‌یابد. پیرمرد، مرد جوان را به خانه‌اش می‌رساند و کوزه را به او می‌دهد. از آن پس مرد جوان آشفته حال می‌شود. او به عبادت‌گاه مراکشی‌ها می‌رود و سپس در پاریس از مزار صادق هدایت دیدن می‌کند، در حالی که معتقد شده‌است روح تازه‌ای در او حلول کرده‌است.

## بازیگران
- پرویز فنی زاده
- پروین سلیمانی
- فرشید فرشود
- ناصر نصیری
- نوین قیاسی